# Ruke koje su ljubile
„Ruke koje su ljubile“ je televizijski esej posvećen poeziji velikog srpskog pesnika Rastka Petrovića. Reditelj ovog TV eseja je Slobodan Ž. Jovanović, i snimljena je u proizvodnji Radio-televizije Srbije u trajanju od 32 minute. Emisija je premijerno emitovana 10. marta 2000. godine.
U emisiji, kroz pesme pesnika Rastka Petrovića na svojstven način, kroz folklor i običaje srpskog naroda, govori se o ljubavi, patnji i veri, prenoseći pesnikovu ideju da jedan narod mora da kroz svoju istoriju i pamćenje delati u ime ljubavi za budućnost.

## Autorska ekipa
- Reditelj Slobodan Ž. Jovanović
- Dir. fotografije  Veselko Krčmar
- Kostimograf  Suzana Tanasković

## Učestvuju
- Jadranka Nanić Jovanović
- Nebojša Kundačina

## Spoljašnje veze
- http://www.rastko.rs/knjizevnost/umetnicka/poezija/rpetrovic-otkrovenja.html
- http://www.rastko.rs/knjizevnost/umetnicka/rpetrovic/index_c.html
- Rastko Petrović - Ruke koje su ljubile на веб-сајту